# Rtyně nad Bílinou
Rtyně nad Bílinou (en allemand : Hertine) est une commune du district de Teplice, dans la région d'Ústí nad Labem, en République tchèque. Sa population s'élevait à 805 habitants en 2021.

## Géographie
Rtyně nad Bílinou se trouve à 7 km au sud-est du centre de Teplice, à 13 km au sud-ouest d'Ústí nad Labem et à 70 km au nord-ouest de Prague.
La commune est limitée par Bystřany au nord-ouest et au nord, par Modlany au nord, par Řehlovice à l'est, par Bořislav et Žalany au sud, et par Bžany au sud-ouest.

## Histoire
La première mention écrite du village remonte à 1333.

## Galerie

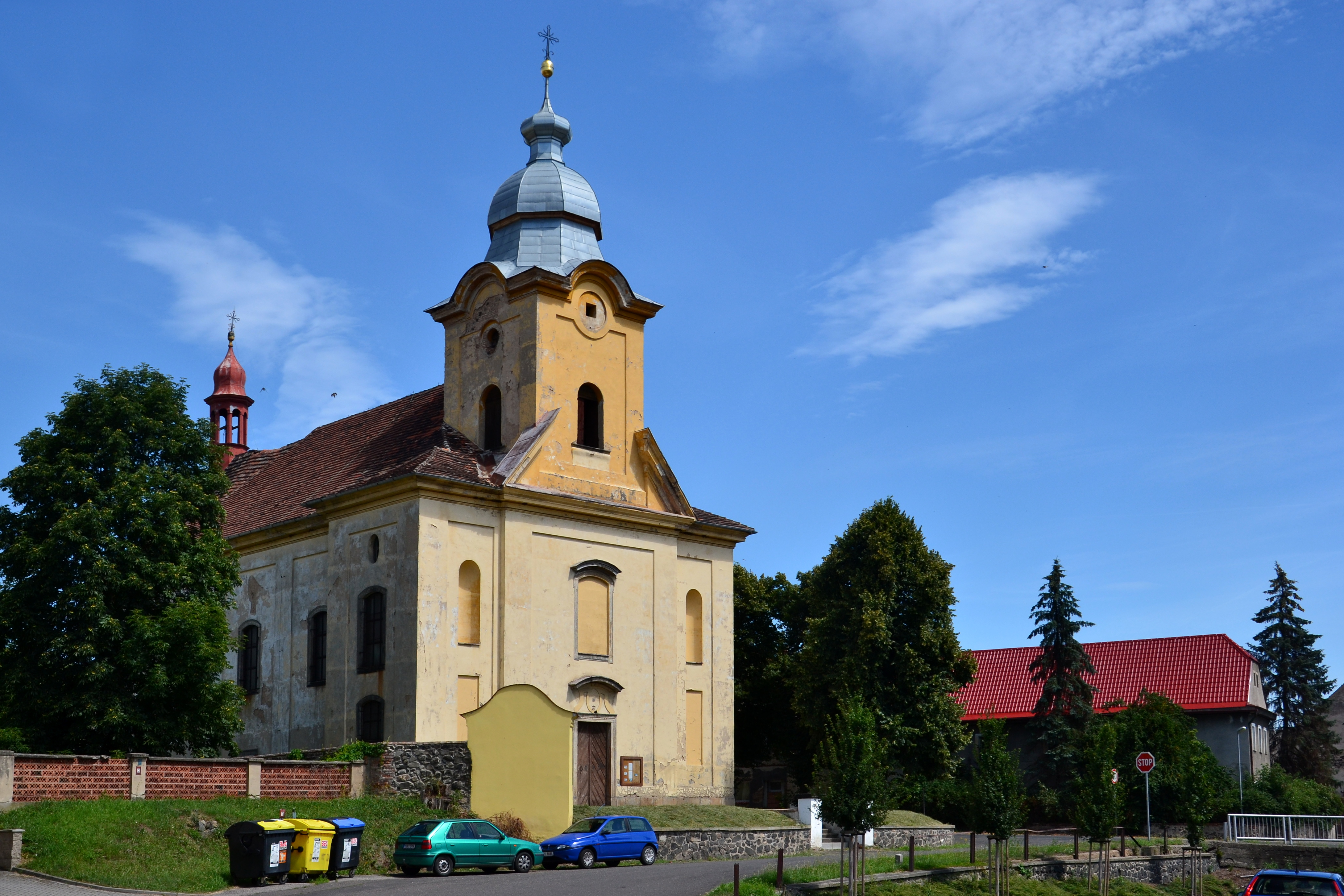
Église Saint-Martin.
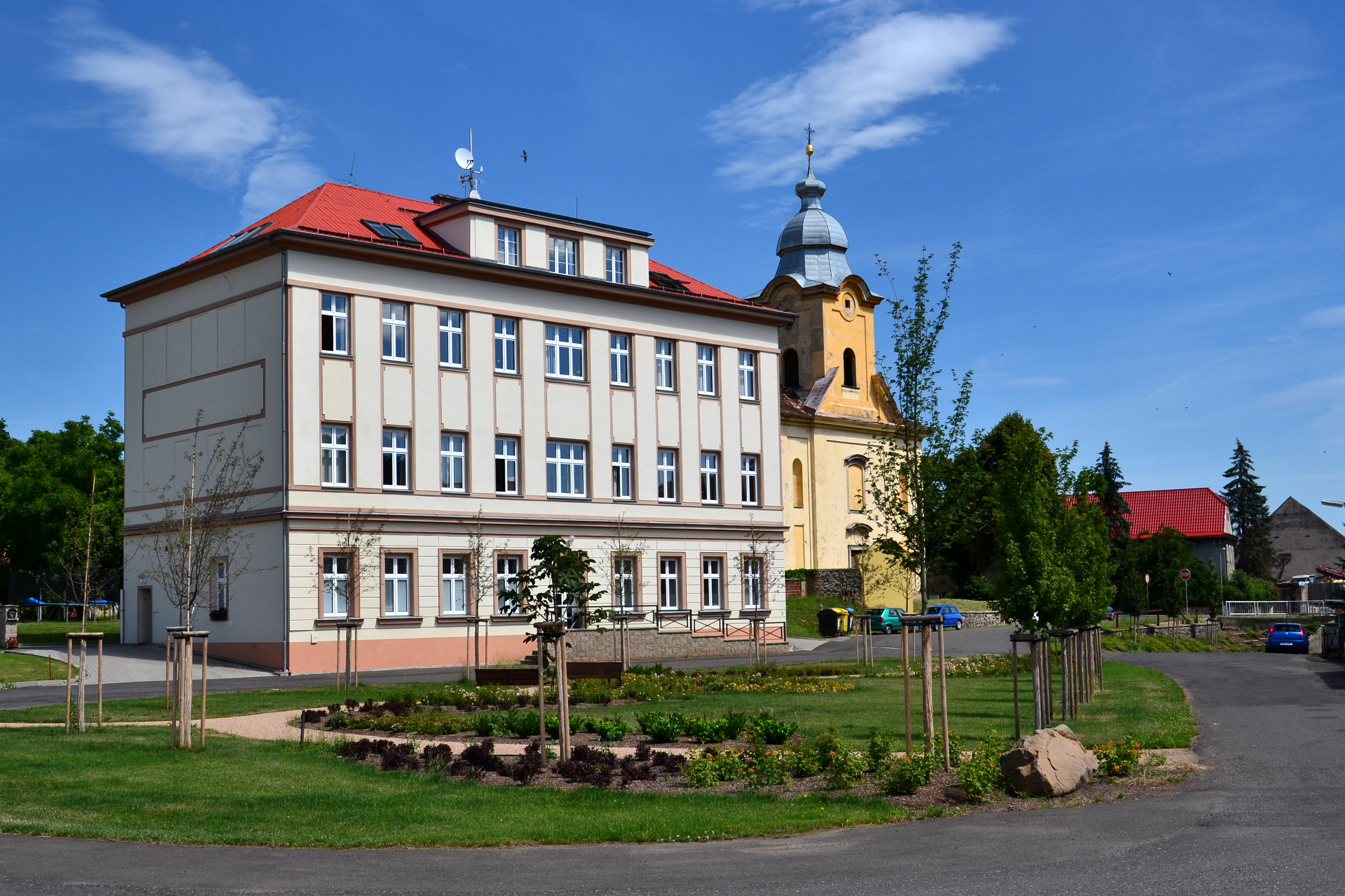
Rtyně nad Bílinou : centre.

## Administration
La commune se compose de six quartiers :
- Rtyně nad Bílinou
- Kozlíky
- Malhostice
- Sezemice
- Velvěty
- Vrahožily

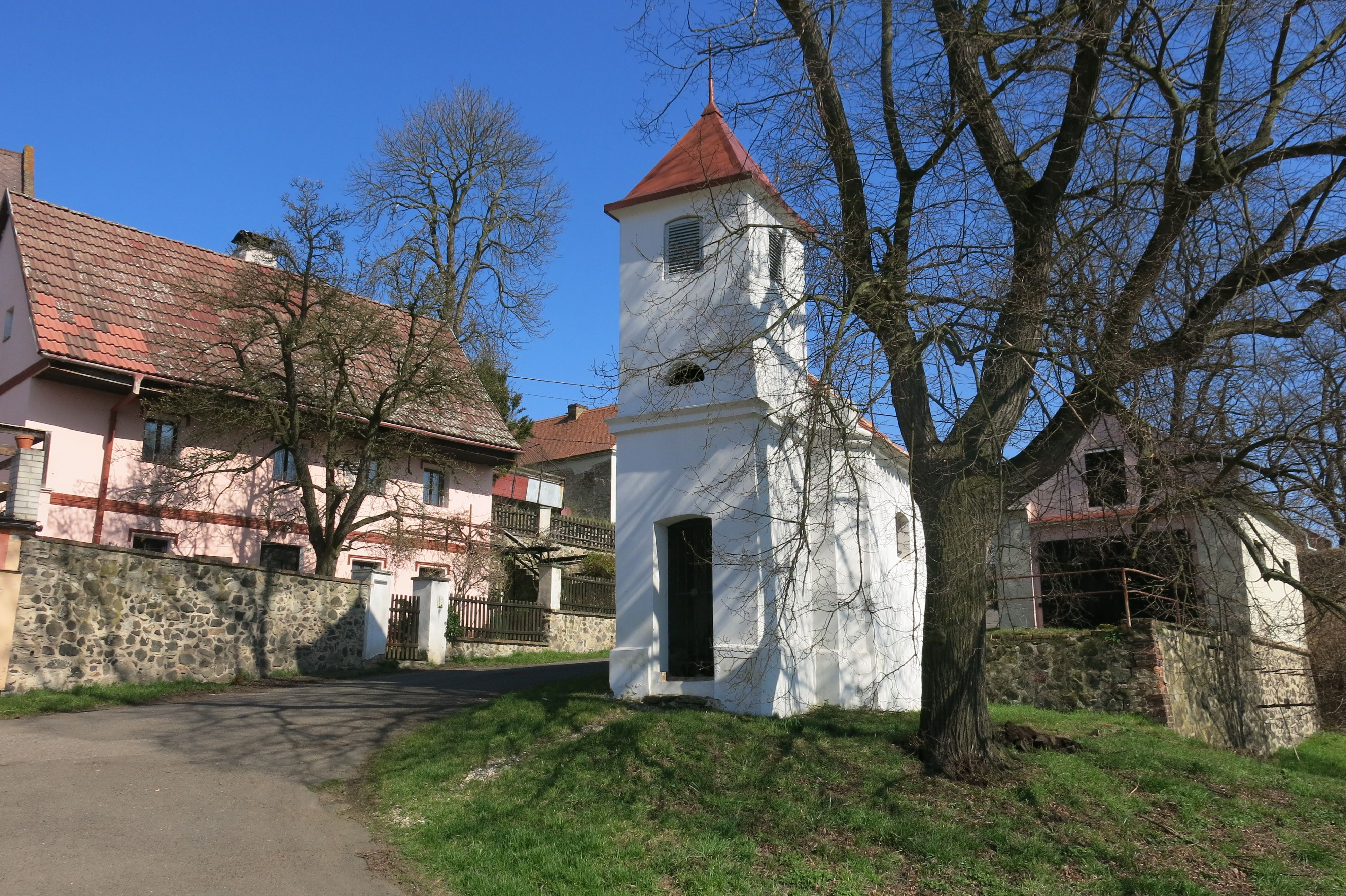
Malhostice : chapelle.
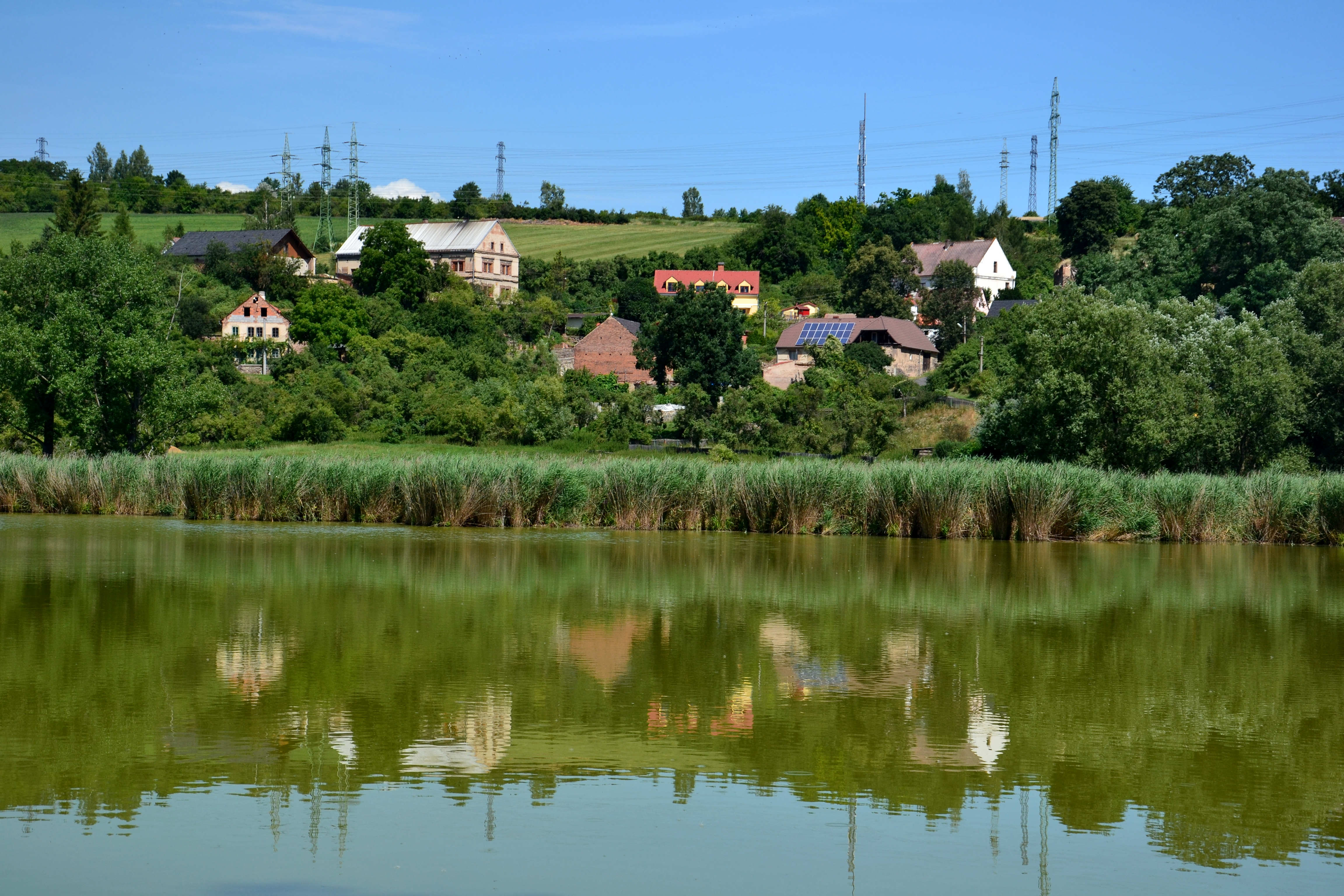
Malhostice : étang.

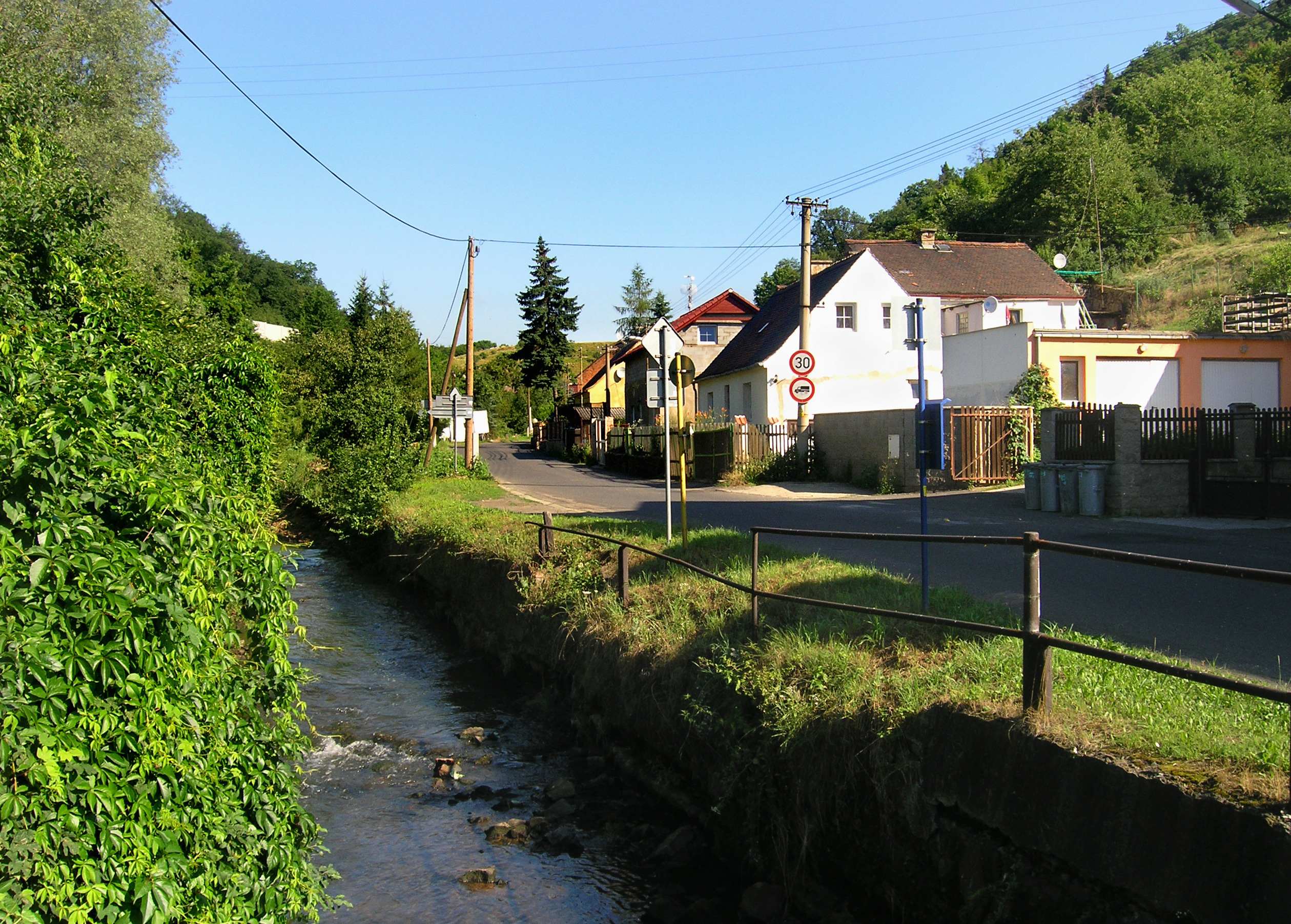
Kozlíky.
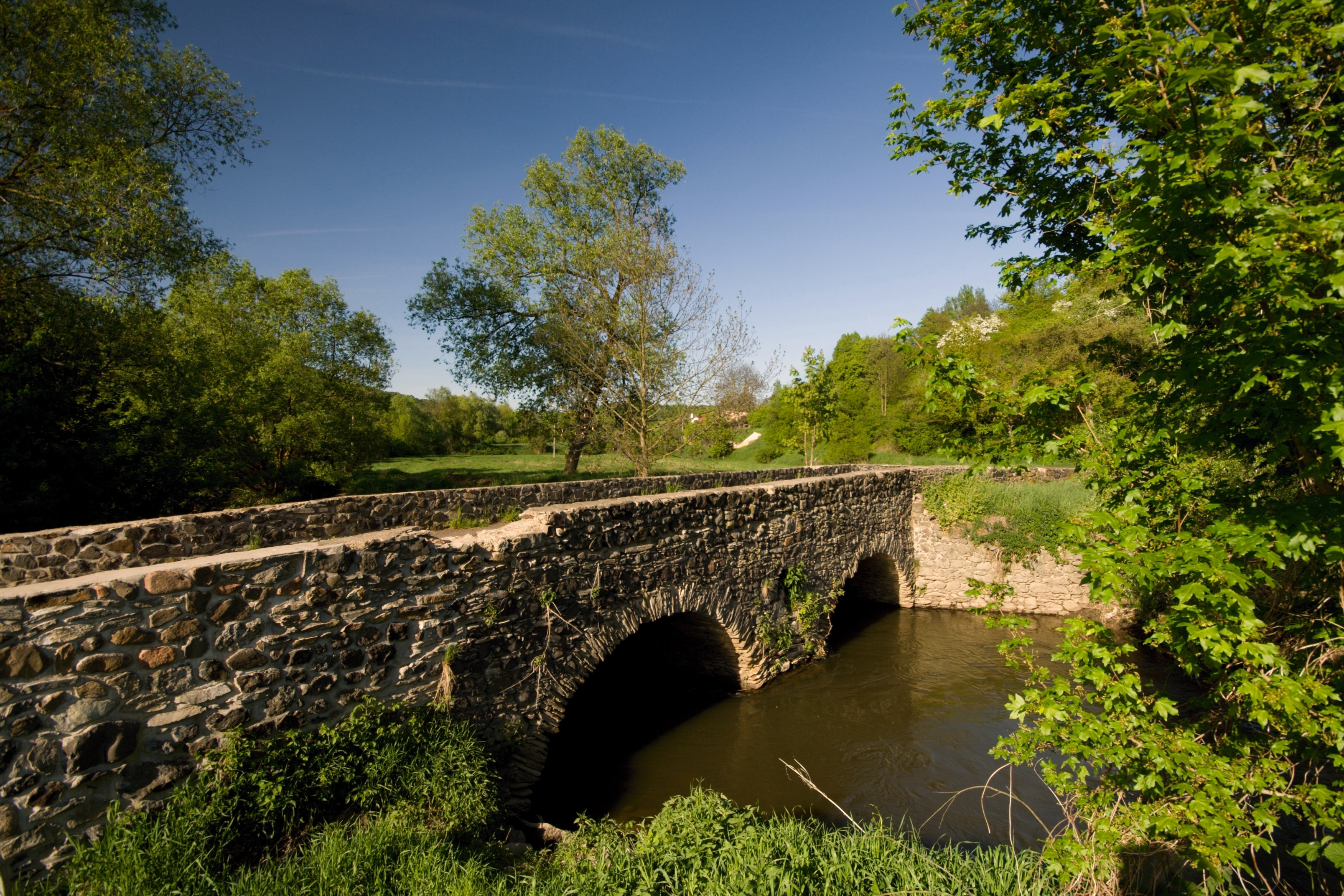
Velvěty : vieux pont.

## Transports
Par la route, Rtyně nad Bílinou se trouve à 10 km de Teplice, à 15 km d'Ústí nad Labem et à 85 km de Prague.